# Atwar Bahjat
Atwar Bahjat (Samarra, 7 de juny de 1976 - Samarra, 22 de febrer de 2006) va ser una periodista, reportera i autora iraquiana. La seva producció literària consta del recull poètic La temptació de la violeta (غوايات البنفسج, en àrab) i d'una única novel·la titulada Sepeli blanc (عزاء أبيض, en àrab), en referència a la mort del seu pare quan ella tenia 16 anys. Des d'aquell moment, Bahjat va haver-se d'encarregar del sosteniment econòmic de la família, més concretament de la seva mare i de la seva germana petita, Ithar.
Un cop acabats els estudis universitaris, va col·laborar en diversos diaris i revistes, fins que finalment va establir-se al canal per satèl·lit iraquià Al-Iraqiya com a presentadora de diversos programes culturals. Després de la Invasió d'Iraq de l'any 2003, va passar per diferents canals per satèl·lit, abans d'incorporar-se com a presentadora i reportera a Al-Jazeera. Va acabar renunciant a aquest lloc de feina com a mostra de desacord cap a les crítiques dirigides envers l'aiatol·là iranià Ali al-Sistani a l'emissió The Opposite Direction. Poc després, va incorporar-se al canal Al-Arabiya, on hi va treballar durant tres setmanes fins que, el 22 de febrer de 2006, va ser segrestada i assassinada per un grupuscle anònim mentre cobria l'atemptat de la mesquita al-Askari de Samarra.

## Inicis
Bahjat va iniciar la seva carrera professional escrivint poesia, després d'haver-se graduat en Filologia àrab a la Facultat de Literatura de la Universitat de Bagdad l'any 1988. Membre actiu en les activitats culturals del país, va freqüentar durant un temps les vetllades literàries que se celebraven cada dimecres a la seu de la Unió d'Escriptors Iraquians de Bagdad, i després va col·laborar a la revista AB (مجلة ألف باء, en àrab) i a la secció cultural del diari Al-Jumhuriya (الجمهورية, en àrab). A banda d'això, realitzava aportacions habituals a publicacions diàries i setmanals editades al llarg de la presidència de Saddam Hussein. 

## Assassinat
Les informacions respecte a l'assassinat de Bahjat són contradictòries; el que sí que se sap del cert és que, el matí del 22 de febrer de 2006, uns quants integrants armats d'un grupuscle anònim van segrestar-la juntament amb el seu equip mentre cobrien l'atemptat de la mesquita al-Askari, a Samarra, i que l'endemà van trobar el seu cadàver. Segons Màjid Abd al-Hamid, un dels seus companys, la seva mort va ser provocada per impactes de bala. No obstant això, fonts més fiables asseguren que, en realitat, va ser degollada. De fet, un dels membres de la facció armada va realitzar una gravació en què es veia com seccionaven el coll de la periodista. Gràcies a la filtració d'aquest arxiu, les autoritats van poder capturar els responsables de la seva mort. L'11 d'agost de 2008, en una emissió d' Al-Arabiya, un d'ells va explicar els detalls de l'assassinat de Bahjat. Més tard, altres integrants de la facció van declarar que, abans de degollar-la, li havien disparat i l'havien deixat dessagnar-se durant diverses hores.